# Heliconius deflaya
Heliconius deflaya är en fjärilsart som beskrevs av James John Joicey och William James Kaye 1917. Heliconius deflaya ingår i släktet Heliconius och familjen praktfjärilar. Inga underarter finns listade i Catalogue of Life.